# Destroy to Create
Destroy to Create is het debuutalbum van de Canadese ska-punkband The Flatliners. Het album werd aanvankelijk onder eigen beheer uitgegeven en verkocht tijdens concerten van de band, waarna The Flatliners een contract tekende bij Stomp Records en het album officieel op 4 oktober 2005 werd uitgegeven. Op 13 november 2012 werd het album heruitgegeven door Fat Wreck Chords in vinylformaat.

## Nummers
Het album bevat een hidden track getiteld "What the Hell Happened to You?". Op sommige versies van het album staat dit nummer wel aangegeven.
1. Intro - 0:33
2. Fred's Got Slacks - 2:29
3. There's a Problem - 1:56
4. Public Service Announcement - 1:16
5. Bad News - 3:54
6. My Hand are Tied - 2:30
7. Gullible - 3:10
8. Scumpunch ! - 3:08
9. I am Abandoned - 3:05
10. Macoretta Boozer - 3:18
11. Broken Bones - 3:17
12. Quality Television - 2:55
13. Do or Die - 4:10
14. What the Hell Happened to You? - 5:47

## Band
- Scott Brigham - gitaar
- Chris Cresswell - gitaar, zang
- Jon Darbey - basgitaar
- Paul Ramirez - drums, slagwerk